# 香港宣言
《香港宣言》是2005年世界貿易組織於香港舉行第六次部長級會議期間，由各國官員所簽訂的協議。部長級會議於12月18日舉行閉幕禮後，各成員國一致同意，宣言隨即生效。

## 內容
《香港宣言》是一份44頁的文件，由149個成員國的代表簽訂，以表示一致同意多哈回合談判中各項議題的談判方向和原則。宣言列明，已發展國家將於2013年取消所有補貼，當中棉花補貼將於2006年率先取消，各國亦就服務業開放問題定下時間表，亦協議在2008年為最不發達國家的97%商品提供免關稅等優惠；並協議將多哈回合貿易談判的談判限期定於2006年4月30日。
宣言亦定出關於服務業事項的工作時間表，將於2006年2月、7月及10月三階段完成有關談判，並提交最後建議。會議亦通過即將諮詢成員，有關下屆世貿部長級會議舉行的時間和地點。
文本稱為「宣言」而非協議，是由於世貿成員國在香港會議期間，只能就一些大原則達成共識，細節仍有待後續會議磋商，例如如何削減非農業品關稅的方程式及相關係數，因此宣言可解作協議的框架文件，與正式協議還有一段距離。
第六次部長級會議主席，香港工商及科技局局長曾俊華在會議閉幕禮上表示，香港宣言為明年完成多哈回合貿易談判定下明確的路線圖。今屆會議在各項複雜問題上，如各國關心的貿易自由化及新市場機會都有進展。